# Jassidophaga plumbella
Jassidophaga plumbella är en tvåvingeart som först beskrevs av Enrico Adelelmo Brunetti 1912.  Jassidophaga plumbella ingår i släktet Jassidophaga och familjen ögonflugor. Inga underarter finns listade i Catalogue of Life.